# داني سيابورني
داني سيابورني (بالإنجليزية: Danny Seaborne)‏ (5 مارس 1987 في المملكة المتحدة - ) هو لاعب كرة قدم بريطاني في مركز الدفاع. لعب مع تشارلتون أثلتيك وكوفنتري سيتي ونادي بورنموث ونادي ساوثهامبتون ويوفل تاون وDorchester Town F.C. ‏ ونادي إكزتر سيتي وClyst Rovers F.C. ‏ وTiverton Town F.C. ‏ ونادي تاونتون تاون ‏ ونادي بارتيك ثيسل.

## وصلات خارجية
- داني سيابورني على موقع قاعدة بيانات كرة القدم.إي يو (الإنجليزية)
- داني سيابورني على موقع Soccerbase.com (لاعب) (الإنجليزية)
- داني سيابورني على موقع عالم كرة القدم.نت (الإنجليزية)
- داني سيابورني على موقع AS.com (الإسبانية)